# Salzburg Taxham Europark
Salzburg Taxham Europark (niem.: Bahnhof Salzburg Taxham Europark) – stacja kolejowa w Salzburgu, w kraju związkowym Salzburg, w Austrii, położona jest w dzielnicy Taxham. Znajduje się obok centrum handlowego Europark przy Peter-Pfenninger-Straße, na ważnej magistrali kolejowej Rosenheim – Salzburg.

## Historia
System S-Bahn w Salzburgu na odcinku Freilassing-Salzburg została uruchomiony w 2000 roku i rozbudowany o trzeci tor. W trakcie rozbudowy w Salzburgu powstały cztery nowe stacje kolejowe, z których stacja Salzburg Taxham Europark została otwarta 17 czerwca 2006 r.
Wraz ze zmianą rozkładu jazdy na rok 2016/2017 stacja została podłączona do systemu trolejbusów w Salzburgu.

## Linie kolejowe
- Rosenheim – Salzburg

## Połączenia
| Rodzaj pociągu/ Linia | Trasa | Częstotliwość                       |
| --------------------- | --- | ----------------------------------- |
| REX                   | Braunau – Mattighofen – Friedburg – Straßwalchen West – Salzburg Hbf – Salzburg Taxham Europark – Freilassing                                       | co godzinię                         |
| RB                    | Landshut – Vilsbiburg – Neumarkt St-Veit – Mühldorf – Garching – Freilassing – Salzburg Taxham Europark – Salzburg Hbf                              | pojedyncze pociągi                  |
| S2/R/REX              | (Linz – Wels –) Straßwalchen – Seekirchen – Salzburg Hbf – Salzburg Taxham Europark – Freilassing                                                   | co godzinę                          |
| S3                    | (Bad Reichenhall – Piding –) Freilassing – Salzburg Taxham Europark – Salzburg Hbf – Hallein – Golling-Abtenau (– Schwarzach St. Veit – Saalfelden) | co godzinę (Pon-Pią: co półgodziny) |